# Ігерсгайм
Ігерсгайм (нім. Igersheim) — громада в Німеччині, знаходиться в землі Баден-Вюртемберг. Підпорядковується адміністративному округу Штутгарт. Входить до складу району Майн-Таубер.
Площа — 42,84 км2. Населення становить 5523 ос. (станом на 31 грудня 2020).